# Uśnice
Uśnice (dawniej: niem. Usnitz) – wieś w Polsce położona w województwie pomorskim, w powiecie sztumskim, w gminie Sztum w pobliżu rzeki Nogat.
Wieś królewska położona była w II połowie XVI wieku w województwie malborskim. W latach 1975–1998 miejscowość administracyjnie należała do województwa elbląskiego.